# Midas
Midas je v grški mitologiji frigijski kralj, znan po svojem velikem pohlepu po zlatu in domišljavosti.
Midas je nekoč pijanega Silena, ki je zaspal v njegovem vrtu, vrnil Dionizu. Ta mu je v zahvalo izpolnil željo, da se je vse, česar se je dotaknil, spremenilo v zlato. Ker pa sta se v zlato spremenili tudi hrana in pijača, je spoznal, da je bila njegova želja nespametna. Usodnega daru ga je pozneje rešil Dioniz, tako da mu je svetoval, naj se okopa v reki Paktol; odtlej je reka postala zlatonosna. Midas pa je začel sovražiti vsako bogastvo. Častiti je začel boga narave, Pana. Redno je zapuščal palačo in se sprehajal po gozdovih, preživljal čas v naravi. Nekega dne sta se bogova Pan in Apolon (bog sonca) pomerila v igranju. Pan je zaigral poskočno melodijo na piščal, ki je Midasa popolnoma prevzela. Ostalim pa je bilo bolj všeč Apolonovo igranje na liro, kjer je lepota melodije očarala vse poslušalce. Tako je sodnik (bog pogorja - Tmolos) razslodil zmago Apolonu. Midas pa ni mogel držati klepetavega jezika za zobmi, in se je začel na glas pritoževati, da si zmago vendar le zasluži Pan in ne Apolon. Takrat Apolon nevidem pristopi do Midasa, ga zgrabi za ušesa in ta se nemudoma raztegnejo, da dobijo obliko oslovskih. Apolon jim doda še sivo dlako, saj ni trpel, da bi ta ušesa imela kakršnokoli podobnost s človeškimi. Midas je ves osramočen skušal obvarovati svojo skrivnost pred svojimi služabniki in ljudstvom s turbanom, ki mu je pokrival ušesa. Vendar po dolgem skrivanju so mu zrasli lasje in prisiljen je bil sneti turban in služabniku razkriti svojo skrivnost. Le temu je zagrozil, da če komu izda, ga bo Midas dal ubiti. Služabniku je ta skrivnost ležala na duši in mogel jo je nekomu povedat. Zato je sklenil, da bo skopal luknjo ob rečnem bregu. Vanjo je nato zašepetal. Ves olajšan se je odpravil proti palači, vesel da je spravil breme iz pleč. A ni minilo dolgo ko je na istem mestu zrasel gozd trsja, ki je v vetru šepetal:"Kralj Midas ima oslovska ušesa!". Tako se je skrivnost kmalu razvedela.  